# Agbozume
Agbozume is een dorp in het district Ketu South in de Volta regio in Ghana. Het ligt aan de doorgaande weg tussen Accra en de grens met Togo. Grensstad Aflao ligt op zo'n 20 km afstand van Agbozume, alsook de kust van de Golf van Guinee. Het dorp grenst aan een andere plaats, Klikor, waarvan het met slechts een weg is gescheiden. Vaak wordt naar de twee dorpen samen verwezen met Klikor-Agbozume.
De inwoners van Agbozume behoren tot de Ewe, een volk dat woont in het zuidoosten van Ghana en het zuiden van buurland Togo. In het dorp wordt voornamelijk Ewe gesproken. In 2006 had het dorp 5073 inwoners.
Het dorp kent een grote markt, die om de vier dagen plaatsvindt. Op marktdagen komen ook inwoners uit de omringende dorpen naar Agbozume om hun inkopen te doen. In dit dorp worden op de markt naast geiten, kippen, groente, fruit en andere huishoudelijke producten ook fetisj artikelen verkocht. Deze worden gebruikt in de verschillende schrijnen die het dorp kent. Ongeveer 70% van de populatie van Agbozume behoort namelijk tot de traditionele religie, waarbij goden vereerd worden onder meer door middel van het offeren van fetisj-objecten.

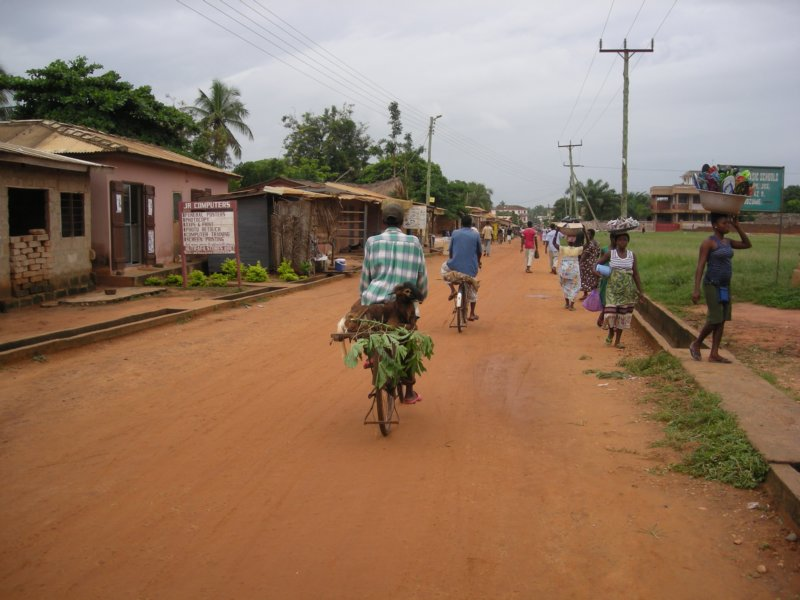
Hoofdweg in Agbozume